# لانجباس
لانجباس (بالروسية: Лангепас) هي إحدى مدن روسيا في الكيان الفدرالي الروسي أوكروغ خانتي - مانسي الذاتية.